# Эсташ де Баллиол (шериф Камберленда)
Эсташ де Баллиол (англ. Eustace de Balliol; умер в 1274) — английский рыцарь, шериф Камберленда и хранитель замка Карлайл в 1261—1265 годах, представитель англо-шотландского аристократического рода Баллиолов.

## Происхождение
Род Баллиолов происходил из Пикардии; их родовое прозвание восходит, вероятно, к названию поселения Байёль-ан-Вимё, находящегося неподалёку от Абвиля в графстве Понтье в современном французском департаменте Сомма. В Англии Баллиолы появились в 1090-е годы, когда Ги I де Баллиол получил от короля Вильгельма II Рыжего владения в Северной Англии — на землях, выделенных из графства Нортумбрия. Земли располагались в Нортумберленде, Йоркшире и Дареме.
Около 1090 года после смерти Бернарда II де Баллиола угасла старшая ветвь рода, после чего его владения унаследовал его двоюродный брат Эсташ, сеньор де Эликур, принявший родовое прозвание Баллиолов. Старшим из известных сыновей был Хью I, который от брака с Перонеллой, вдовой Роберта Фиц-Пирса из Черхила, оставил двух сыновей, Джона I и Эсташа, а также дочь Аду.

## Биография
Отец Эсташа умер в 1229 году, после чего основным наследником владений стал его старший брат Джон.
В 1261—1265 годах Эсташ был шерифом Камберленда и хранителем замка Карлайл.
В 1271 году Эсташ принял крест и отправился в Девятый крестовый поход в армии будущего английского короля Эдуарда I.
Эсташ умер в 1274 году, не оставив наследников.

## Браки
1-я жена: Элвиза де Бойвиль (1247/1248 — до 1274), дочь и наследница Ранульфа де Бойвиля из Лейнингтона и Ады де Фёрниволл. Брак был бездетным.
2-я жена: Агнесс де Перси, дочь Уильяма де Перси, 6-го барона Перси, и Джоан де Брюэр. Брак был бездетным.